# Монастир Аладжа
43°16′39″ пн. ш. 28°00′59″ сх. д. / 43.27750° пн. ш. 28.01639° сх. д.
Монастир Аладжа (болг. Аладжа манастир) — найвідоміший середньовічний скельний монастир Болгарського Причорномор'я розташований за 4 км на південь від морського курорту Золоті піски (Golden Sands) та за 16 км від Варни.
Назва монастиря (по-турецьки слово «aladzha» означає строкатий, барвистий) ймовірно походить від кольорових розписів, що прикрашають вироблену в скелі маленьку церкву.

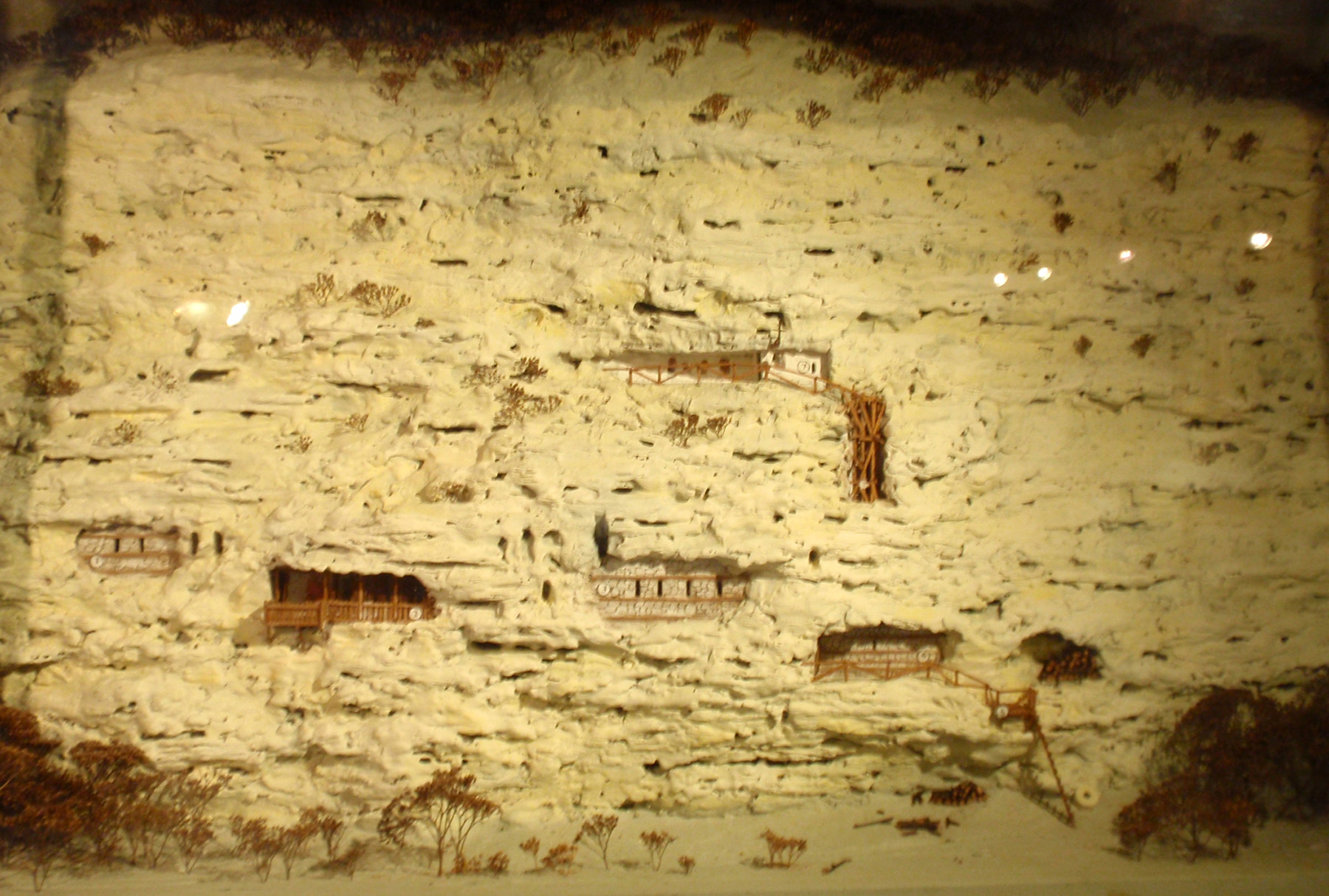
Реконструкція монастиря Аладжа

Згідно з історичними даними, перші примітивні монаші келії монастиря були побудовані ще в IV столітті. Сам монастир, як передбачається, був зведений у XII столітті за часів Другого Болгарського царства. Тут жили монахи-пустельники, послідовники ісихазму. Після завоювання Болгарії  турками в кінці XIV століття, монастир занепав, але був населений аж до кінця XVIII століття.
У кінці XIX століття болгарські археологи, брати Карел і Херман Шкорпили зайнялися дослідженням монастиря та його околиць. Вони вивчали також групу печер, що перебувають на віддалі 700–800 м від монастиря, які вони назвали Катакомби (Katakombite) за аналогією з культовими центрами ранніх християнських громад на території Римської імперії.
Виявлені братами склеп, два врізаних хреста та деякі знахідки, датовані IV–VI ст. (фрагменти кераміки, монети імператора Юстиніан I  (527–565 рр.), частини металевого кадила) дають підставу припускати, що «Катакомби» були заселені в ранню християнську епоху (IV–VI ст.).
До цього ж періоду відносяться і розташовані на схід від Аладжі руїни ранньохристиянської базиліки, невелике укріплення та декілька поселень.
Передбачається, що Аладжа, Катакомби та руїни становили єдиний монастирський комплекс.
Невідомо, який зв'язок існує між цими трьома групами пам'яток, розташованих на невеликих відстанях одна від одної. Можливо, Катакомби, базиліка, укріплення та поселення (а може бути й печерні приміщення самого монастиря Аладжа) були одним з ранніх християнських центрів Чорномор'я IV–VI століть, про які згадується в хроніках візантійського імператора Костянтина VII Багрянородного (913–959 р.р.). У цьому випадку середньовічний скельний монастир XIII–XIV ст. був продовженням тут старої християнської традиції і утворював разом з катакомбами більший монастирський комплекс.

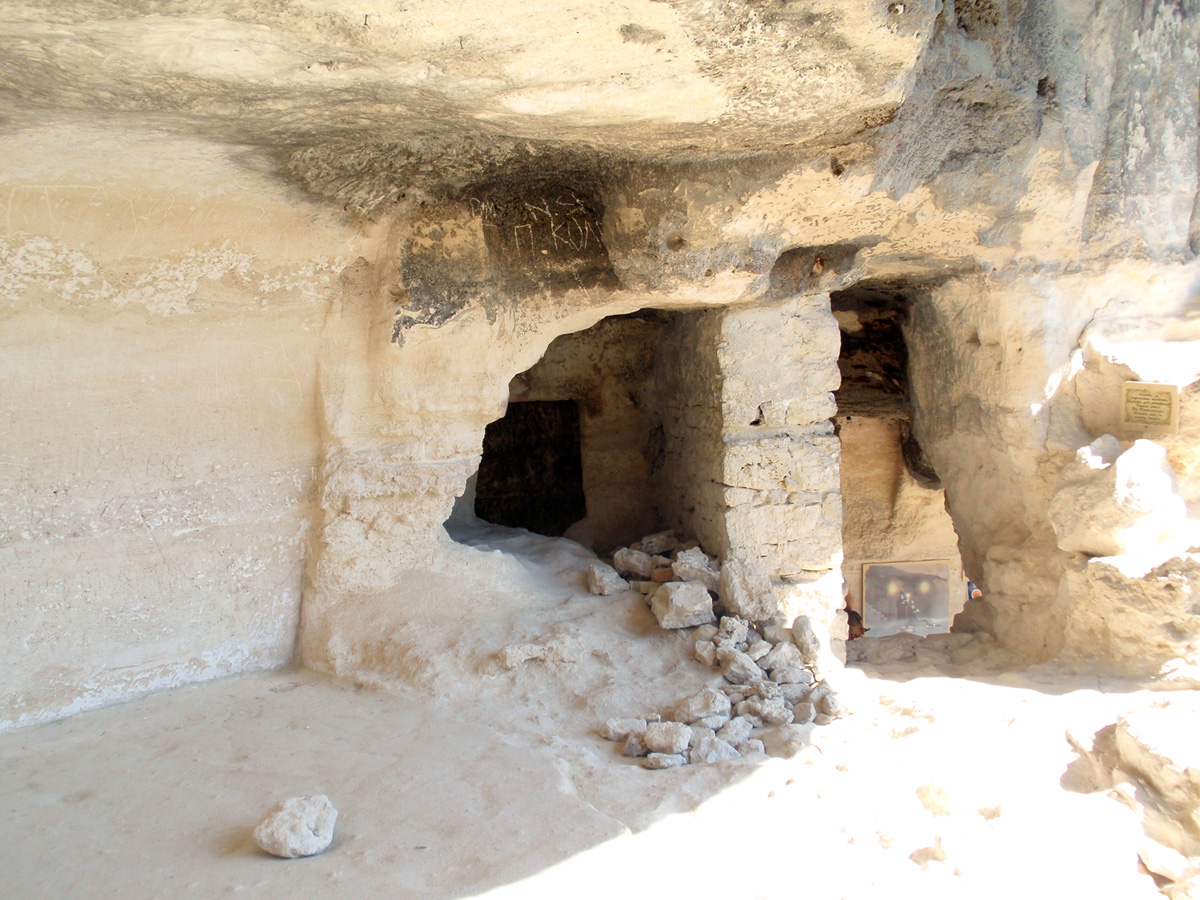
На першому ярусі монастиря

Саме приміщення монастиря, видовбане у вапняковій скелі висотою майже 40 м, розташовуються на двох ярусах, з'єднаних між собою зовні дерев'яної сходами. На нижньому ярусі знаходяться монастирський храм, чернечі келії, кухня, трапезна, церква для відспівування, склеп та господарські приміщення. Другий поверх монастиря являє собою природну скельну нішу, в східному кінці якої розташована монастирська каплиця.
Деякі з розписів, що дійшли до нас, вказують на приналежність художника до Тирновської школи живопису.
З верхнього поверху монастиря відкривається чудова панорама на морське узбережжя, мимоволі позаздриш ченцям, які могли щодня милуватися такою красою.
З 1906 року монастир Аладжа функціонує як музей і туристичний центр. У 1912 році він оголошений пам'яткою старовини, а в 1957 році — пам'ятником культури національного значення. У 1975–77 рр. споруджено будинок музею, в якому окрім постійної експозиції, присвяченої історії скельного монастиря, організовуються щорічні цікаві виставки.
На сьогодні не виявлено жодних письмових свідчень, в яких би згадувалося про монастир Аладжа та інші пам'ятки. Залишилися тільки легенди про блукаючих серед руїн примар ченців і лісових божеств, про нескінченні підземні лабіринти, в яких укриті незліченні скарби, а можливо й свідоцтва минулого цього красивого і таємничого місця.